# Coppa Città di Sesto San Giovanni
La Coppa Città di Sesto San Giovanni è un annuale gara di marcia che si svolge il 1º maggio a Sesto San Giovanni. Si tratta di un evento di livello élite che prevede una gara maschile e femminile sulla distanza dei 20 chilometri.
Organizzata da Geas Atletica, dal 2003 è entrata nel circuito del trofeo IAAF World Race Walking Challenge.

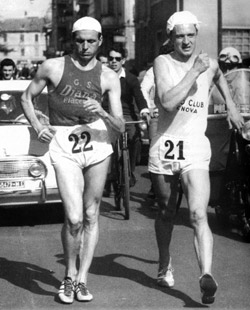
Dordoni e Pamich

La competizione è stata fondata nel 1957 come gara su strada maschile. Svoltasi poi su varie distanze da 25 a 32 km nei suoi primi anni, la gara si stabilì su una distanza 30 km dal 1960 in poi. La gara femminile è stata inserita a partire dal 1980 ed era inizialmente di 10 chilometri.
L'inserimento della manifestazione nella IAAF World Challenge ha visto adottare lo standard per la distanza olimpica di 20 km sia per le gare maschili che femminili. La gara si tiene ogni anno dal 1957 con la sola eccezione del 1995, quando è stata rinviata a causa di problemi organizzativi. Nel 2014 la gara è stata esclusa dal trofeo IAAF World Race Walking Challenge. 
Il circuito di gara è un anello per le strade della città. Il percorso principale si snoda lungo le strade parallele di via Fratelli Bandiera e via Giuseppe Rovani e il punto di arrivo è un giro di pista e sul campo dello stadio Dordoni, all'estremità occidentale del percorso.

## Gara maschile 30 km (1957-1979)
| Edizione | Anno | Vincitore              | Tempo (h:m:s) |
| -------- | ---- | ---------------------- | ------------- |
| 1        | 1957 | Pino Dordoni           | ? (25K)       |
| 2        | 1958 | Pino Dordoni           | 2:13:08 (25K) |
| 3        | 1959 | Pino Dordoni           | 2:47:22 (32K) |
| 4        | 1960 | ?                      | ?             |
| 5        | 1961 | Abdon Pamich           | 2:36:55       |
| 6        | 1962 | Abdon Pamich           | ?             |
| 7        | 1963 | Abdon Pamich           | 2:28:11       |
| 8        | 1964 | Abdon Pamich           | ?             |
| 9        | 1965 | Abdon Pamich           | ?             |
| 10       | 1966 | Abdon Pamich           | ?             |
| 11       | 1967 | Abdon Pamich           | ?             |
| 12       | 1968 | Peter Fullager         | 2:25:02,4     |
| 13       | 1969 | Christoph Höhne        | 2:27:47       |
| 14       | 1970 | Peter Selzer           | ?             |
| 15       | 1971 | H Maier                | ?             |
| 16       | 1972 | Nikolaj Smaga          | 2:28:31       |
| 17       | 1973 | Bernhard Kannenberg    | ?             |
| 18       | 1974 | Bernhard Kannenberg    | 2:30:34       |
| 19       | 1975 | Franco Vecchio         | 2:29:20       |
| 20       | 1976 | Karl-Heinz Stadtmüller | ?             |
| 21       | 1977 | Vittorio Visini        | 2:25:40       |
| 22       | 1978 | Sandro Bellucci        | 2:24:21       |
| 23       | 1979 | José Marín             | 2:19:07       |

## Gare maschili e femminili (1980-2002)
| Edizione | Anno | Vincitore gara maschile | Tempo (h:m:s) | Vincitrice gara femminile | Tempo (h:m:s) |
| -------- | ---- | ----------------------- | ------------- | ------------------------- | ------------- |
| 24       | 1980 | Domenico Carpentieri    | 2:22:28       | Giuliana Salce            | ? (5K)        |
| 25       | 1981 | Sandro Bellucci         | 2:22:36       | Carol Tyson               | ?             |
| 26       | 1982 | Maurizio Damilano       | 2:16:25       | Ann Jansson               | 24:16         |
| 27       | 1983 | José Marín              | 2:18:14       | Giuliana Salce            | 24:09         |
| 28       | 1984 | Raffaello Ducceschi     | 2:10:07       | María Reyes Sobrino       | 24:20         |
| 29       | 1985 | Jorge Llopart           | 2:12:12       | Ann Jansson               | 46:59         |
| 30       | 1986 | Raffaello Ducceschi     | ?             | Olga Krishtop             | ?             |
| 31       | 1987 | Reima Salonen           | ?             | Kerry Saxby               | ?             |
| 32       | 1988 | Jozef Pribilinec        | 2:09:49       | Kerry Saxby               | 45:18         |
| 33       | 1989 | Maurizio Damilano       | ?             | Ileana Salvador           | 44:24         |
| 34       | 1990 | Ernesto Canto           | 2:08:49       | Kerry Saxby               | 44:31         |
| 35       | 1991 | Andrey Perlov           | 2:06:09       | Olga Kardopoltseva        | ?             |
| 36       | 1992 | Giovanni Perricelli     | ?             | Ileana Salvador           | 42:07         |
| 37       | 1993 | Mikhail Shchennikov     | ?             | Ileana Salvador           | ?             |
| 38       | 1994 | Mikhail Shchennikov     | ?             | Annarita Sidoti           | 42:45         |
| 39       | 1996 | Aleksandar Raković      | ?             | Rossella Giordano         | 42:36         |
| 40       | 1997 | Giovanni De Benedictis  | ?             | Annarita Sidoti           | ?             |
| 41       | 1998 | Alessandro Gandellini   | 1:22:01       | Valentina Tsybulskaya     | 43:47         |
| 42       | 1999 | Ilya Markov             | 39:01         | Yelena Nikolayeva         | 42:04         |
| 43       | 2000 | Ilya Markov             | ?             | Elisabetta Perrone        | 41:19         |
| 44       | 2001 | Marco Giungi            | ?             | Elisabetta Perrone        | 43:07         |
| 45       | 2002 | Aigars Fadejevs         | 2:06:13       | Kjersti Plätzer           | 43:35         |

## Gare 20 km con regole IAAF
| Edizione | Anno | Vincitore gara maschile | Tempo (h:m:s) | Vincitrice gara femminile | Tempo (h:m:s) |
| -------- | ---- | ----------------------- | ------------- | ------------------------- | ------------- |
| 46       | 2003 | Paquillo Fernández      | 1:19:25       | Gillian O'Sullivan        | 1:27:22       |
| 47       | 2004 | Alessandro Gandellini   | 1:21:16       | Elisa Rigaudo             | 1:30:23       |
| 48       | 2005 | Paquillo Fernández      | 1:19:54       | Ryta Turava               | 1:28:43       |
| 49       | 2006 | Ilya Markov             | 1:20:28       | Ryta Turava               | 1:29:22       |
| 50       | 2007 | Erik Tysse              | 1:21:38       | Ryta Turava               | 1:27:10       |
| 51       | 2008 | Jefferson Pérez         | 1:20:31       | Kjersti Plätzer           | 1:30:07       |
| 52       | 2009 | Paquillo Fernández      | 1:19:57       | Kjersti Plätzer           | 1:28:50       |
| 53       | 2010 | Alex Schwazer           | 1:20:29       | Vera Santos               | 1:28:29       |
| 54       | 2011 | Valeriy Borchin         | 1:19:43       | Olga Kaniskina            | 1:29:32       |
| 55       | 2012 | Éder Sánchez            | 1:24:52       | Tatyana Sibileva          | 1:30:35       |
| 56       | 2013 | Matej Tóth              | 1:22:02       | Elena Lashmanova          | 1:32:07       |